# Akasha Lawrence-Spence
Akasha Lawrence-Spence é uma política americana e membro democrata da Câmara dos Representantes do Oregon que representa o 36º distrito desde a sua nomeação em 17 de janeiro de 2020 para substituir Jennifer Williamson, que renunciou para se candidatar a Secretária de Estado. Ela foi nomeada pela Comissão do Condado de Multnomah que, por lei, nomeia membros do mesmo partido para substituir os legisladores que renunciaram. Ela concordou em não concorrer à reeleição. Ela já actuou como membro da Comissão de Planeamento e Sustentabilidade de Portland.